# Nauendorf (Wettin-Löbejün)
Nauendorf è una frazione della città tedesca di Wettin-Löbejün.

## Storia
Il 1º gennaio 2011 il comune di Nauendorf venne fuso con le città di Löbejün e Wettin, e con i comuni di Brachwitz, Döblitz, Domnitz, Gimritz, Neutz-Lettewitz, Plötz e Rothenburg, formando la nuova città di Wettin-Löbejün.

## Geografia antropica
La frazione di Nauendorf comprende le località di Merbitz e Priester.